# Бальзамов, Виктор Алексеевич
Виктор Алексеевич Бальзамов (род. 5 ноября 1938, станция Бирюли Высокогорского района Татарской АССР РСФСР СССР) — советский слесарь-сборщик, лауреат Государственной премии СССР (1984).
С 1956 года работал на Казанском авиационном производственном объединении.
Выпускник Казанского химико-технологического института (1974).
В 1984 году «за большой личный вклад в разработку и внедрение высокопроизводительных методов работы» коллектив казанского авиазавода Настин, Борис Михайлович, Тайнов, Николай Фёдорович, Гулек, Зинаида Васильевна, Бальзамов, Виктор Алексеевич, Польских, Раиса Кузьмовна, Новик, Владимир Николаевич, Цыба, Анатолий Павлович, Павич, Григорий Тимофеевич, Диденко, Владимир Федотович, Дарьянов, Владимир Александрович, Золотарский, Николай Иванович, Каретников, Валентин Анатольевич были удостоены Государственной премией СССР за выдающиеся достижения в труде.

## Награды
Лауреат Государственной премии СССР за выдающиеся достижения в труде (1984). Орден Трудового Красного Знамени, медали.